# زلوکوچانه
زلوکوچانه (به صربی: Zlokućane) یک منطقهٔ مسکونی در صربستان است که در لسکواس واقع شده‌است. زلوکوچانه ۲۱۷ نفر جمعیت دارد.